# Nicolaea viceta
Nicolaea viceta is een vlinder uit de familie van de Lycaenidae. De wetenschappelijke naam van de soort werd als Thecla viceta in 1868 gepubliceerd door William Chapman Hewitson.